# Liste der Monuments historiques in Vercel-Villedieu-le-Camp
Die Liste der Monuments historiques in Vercel-Villedieu-le-Camp führt die Monuments historiques in der französischen Gemeinde Vercel-Villedieu-le-Camp auf.

## Liste der Immobilien
| Bezeichnung       | Beschreibung            | Standort                      | Kennzeichnung | Schutzstatus | Datum | Bild           |
| ----------------- | ----------------------- | ----------------------------- | ------------- | ------------ | ----- | -------------- |
| Kirche Ste-Agathe | aus dem 17. Jahrhundert | Vercel, rue du Château (Lage) | PA00101734    | Inscrit      | 1941  | weitere Bilder |

## Liste der Objekte
| Bezeichnung                   | Beschreibung | Standort                                      | Kennzeichnung | Schutzstatus | Datum | Bild |
| ----------------------------- | --- | --------------------------------------------- | ------------- | ------------ | ----- | ---- |
| Zwei Prozessionsstäbe         | Holz, vergoldet, 18. Jahrhundert | in der Kirche Ste-Agathe (Lage)               | PM25001391    | Classé       | 1908  |      |
| Kanzel                        | Holz, bezeichnet 1734 | in der Kirche Ste-Agathe (Lage)               | PM25001393    | Classé       | 1908  |      |
| Wandvertäfelung des Chorraums | Holz, 18. Jahrhundert | in der Kirche Ste-Agathe (Lage)               | PM25001394    | Classé       | 1908  |      |
| Hauptaltar                    | Retabel; Stuck und Holz, farbig gefasst und vergoldet, 17. Jahrhundert                                                              | in der Kirche Ste-Agathe (Lage)               | PM25001398    | Classé       | 1928  |      |
| Maria-Rosenkranz-Altar        | im linken Seitenschiff; Altartisch, Retabel und Gemälde; Holz, farbig gefasst und vergoldet, Ölfarbe auf Leinwand, 18. Jahrhundert  | in der Kirche Ste-Agathe (Lage)               | PM25001399    | Classé       | 1962  |      |
| Gemälde Heilige Familie       | Ölfarbe auf Leinwand, 18. Jahrhundert                                                                                               | in der Kirche Ste-Agathe (Lage)               | PM25001400    | Classé       | 1962  |      |
| Sechs Altarleuchter           | Holz, vergoldet, Anfang des 18. Jahrhunderts                                                                                        | in der Kirche Ste-Agathe (Lage)               | PM25001401    | Classé       | 1962  |      |
| Kelch                         | Silber, vergoldet, bezeichnet 1714, Goldschmied Jean-Baptiste Charmet                                                               | in der Kirche Ste-Agathe (Lage)               | PM25001402    | Classé       | 1966  |      |
| Sankt-Agatha-Altar            | rechter Seitenaltar; Altartisch, Retabel und Gemälde; Holz, farbig gefasst und vergoldet, Ölfarbe auf Leinwand, 18. Jahrhundert     | in der Kirche Ste-Agathe (Lage)               | PM25001403    | Classé       | 1975  |      |
| Skapulieraltar                | im rechten Seitenschiff; Altartisch, Retabel und Gemälde; Holz, farbig gefasst und vergoldet, Ölfarbe auf Leinwand, 18. Jahrhundert | in der Kirche Ste-Agathe (Lage)               | PM25001732    | Classé       | 1962  |      |
| Taufaltar                     | Retabel; Holz, 18. Jahrhundert | in der Kirche Ste-Agathe (Lage)               | PM25002440    | Inscrit      | 1999  |      |
| Drei Beichtstühle             | Holz, 18. Jahrhundert | in der Kirche Ste-Agathe (Lage)               | PM25002441    | Inscrit      | 1999  |      |
| Kelch                         | Silber, gemarkt 1631 | in der Kirche Ste-Agathe (Lage)               | PM25001390    | Classé       | 1901  |      |
| Lesepult                      | Holz, 18. Jahrhundert | in der Kirche Ste-Agathe (Lage)               | PM25001392    | Classé       | 1908  |      |
| Türflügel                     | Holz, erste Hälfte des 17. Jahrhunderts                                                                                             | in der Kirche Ste-Agathe (Lage)               | PM25001395    | Classé       | 1912  |      |
| Kirchenbänke                  | Holz, erste Hälfte des 17. Jahrhunderts                                                                                             | in der Kirche Ste-Agathe (Lage)               | PM25001396    | Classé       | 1912  |      |
| Chorgestühl                   | Holz, zweite Hälfte des 17. Jahrhunderts                                                                                            | in der Kirche Ste-Agathe (Lage)               | PM25001397    | Classé       | 1912  |      |
| Kruzifix                      | Holz, farbig gefasst und vergoldet, 18. Jahrhundert                                                                                 | in der Kirche Ste-Agathe (Lage)               | PM25002439    | Inscrit      | 1989  |      |
| Skulptur Madonna mit Kind     | Stein, farbig gefasst, 16. Jahrhundert                                                                                              | in der Kapelle Notre-Dames-des-Malades (Lage) | PM25001404    | Classé       | 1966  |      |
| Skulptur Unterweisung Mariens | Holz, 17. Jahrhundert | im Pfarrhaus (Lage)                           | PM25002438    | Inscrit      | 1975  |      |